# Galium asperifolium
Galium asperifolium är en måreväxtart som beskrevs av Nathaniel Wallich. Galium asperifolium ingår i släktet måror, och familjen måreväxter.

## Underarter
Arten delas in i följande underarter:
- G. a. asperifolium
- G. a. lasiocarpum
- G. a. pilosissimum
- G. a. sikkimense
- G. a. verrucifructum